# Gyala Peri
El Gyala Peri (en xinès: 加拉白垒, en pinyin: Jiālābáilěi) és una muntanya que s'eleva fins als 7.294 msnm que es troba al límit oriental de la gran serralada de l'Himàlaia, a l'entrada del congost del Tsangpo. Forma part de la Nyenchen Tanglha Shan, tot que sovint és inclòs, per proximitat, dins la Namcha Barwa Himal de l'Himàlaia.
El Gyala Peri es troba just al nord de la gran corba que fa el riu Yarlung Tsangpo, el principal riu del sud del Tibet, que passa a ser el Brahmaputra quan entra a l'Índia. Es troba a tan sols 22 km al NNW del Namcha Barwa.

## Ascensions
La primera ascensió del Gyala Peri va ser el 1986, per una expedició japonesa, a través de l'aresta sud. El grup va passar prop d'un mes i mig a la muntanya. No ha tornat a ser escalat.